# Palatine, Illinois
Palatine är en ort (village) i Cook County, och  Lake County, i delstaten Illinois, USA. Enligt United States Census Bureau har orten en folkmängd på 68 858 invånare (2011) och en landarea på 35,3 km².